# Пол Гилберт
Пол Рејмонд Гилберт (рођен 20. јула 1951) је британски клинички психолог. Гилберт је оснивач терапије усмерене на саосећање (енг. compassion focused therapy; CFT), саосећајног тренирања ума (енг. compassionate mind training; CMT) и аутор неколико утицајних научних дела, попут књига су Мозак: нов приступ изазовима живота и Превазилажење депресије.
Између осталих звања, Гилберт је и професор на Универзитету у Дербију, а 2011. године је одликован Орденом Британске империје (енг. Order of the British Empire; OBE) због његовог доприноса у развоју менталног здравства.

## Младост и образовање
Гилберт је рођен у Гамбији, али је 1962. године почео да похађа британски интернат. Док је био млад, желео је да буде рок гитариста, али, по његовим речима, "нажалост, био сам веома просечан свирач и схватио сам да ме ово неће одвести далеко". Основне студије економије је завршио на Универзитету Вулверхемптон 1973. године, након чега се заинтересовао за психологију. Недуго потом, 1975. године, Гилберт је завршио мастер студије експерименталне психологије на Универзитету у Сасексу, а затим докторске студије клиничка психологије на Универзитету у Единбургу 1980. године.

## Клиничка психологија
Гилберт је постао члан Британског психолошког друштва 1993. године због свог доприноса психологији, а 2003. године је изабран за председника Британског удружења за когнитивну и бихејвиоралну психотерапију. До 2011. године, Гилберт је објавио и уредио 21 књигу, преко 100 академских радова и 50 поглавља у књигама. Поред тога, Гилберт је и уредник серије књига „Саосећајни приступи животним потешкоћама“. Ван Британије, члан је групе за истраживање емоција, личности и алтруизма на Институту Рајт у Калифорнији (1992 – данас), и гостујући је професор на Универзитету у Фрибургу и Швајцарској и Универзитету у Коимбри у Португалији.

## Значајне публикације
- Gilbert, P. (1984). Depression: From Psychology to Brain State. London: Lawrence Erlbaum Associates
- Gilbert, P. (1989). Human Nature and Suffering. Hove: Lawrence Erlbaum Associates.
- Gilbert, P. (1992). Depression: The Evolution of Powerlessness. Hove: Lawrence Erlbaum Associates Ltd. And New York: Guilford.
- Gilbert, P. (1993). Defence and safety: Their function in social behaviour and psychopathology. British Journal of Clinical Psychology. 32, 131-153.
- Gilbert, P. (1997). The evolution of social attractiveness and its role in shame, humiliation, guilt and therapy. British Journal of Medical Psychology, 70, 113-147.
- Gilbert, P. (1998). What is shame? Some core issues and controversies. In, P. Gilbert & B. Andrews, (eds) Shame: Interpersonal Behavior, Psychopathology and Culture. (pp. 3–36). New York: Oxford University Press.
- Gilbert, P. (2000). Social mentalities: Internal ‘social’ conflicts and the role of inner warmth and compassion in cognitive therapy. In, P. Gilbert & Bailey K.G (eds.) Genes on the Couch: Explorations in Evolutionary Psychotherapy (p. 118-150). Hove: Brenner-Routledge.
- Gilbert, P. (2003). Evolution, social roles, and differences in shame and guilt. Social Research: An International Quarterly of the Social Sciences 70, 1205-1230
- Gilbert, P. (2005a) Compassion and cruelty: A biopsychosocial approach. In, P Gilbert (ed). Compassion: Conceptualisations, Research and Use in Psychotherapy (9-74). London: Routledge.
- Gilbert, P. (2005b). Social Mentalities: A biopsychosocial and evolutionary reflection on social relationships. In, M.W. Baldwin (ed). Interpersonal Cognition. (p. 299-335). New York: Guilford.
- Gilbert, P., Allan, S. & Goss, K. (1996). Parental representations, shame interpersonal problems and vulnerability to psychopathology. Clinical Psychology and Psychotherapy, 3, 23-34.
- Gilbert, P., Baldwin, M., Irons, C., Baccus, J. & Clark, M. (2006). Self-criticism and self-warmth: An imagery study exploring their relation to depression. Journal of Cognitive Psychotherapy: An International Quarterly. 20, 183-200.
- Gilbert, P., Clarke, M., Kempel, S. Miles, J.N.V. & Irons, C. (2004). Criticizing and reassuring oneself: An exploration of forms style and reasons in female students. British Journal of Clinical Psychology 43, 31-50.
- Gilbert P & Irons, C. (2004). A pilot exploration of the use of compassionate images in a group of self-critical people. Memory, 12, 507-516.
- Gilbert P & Irons C. (2005). Focused therapies and compassionate mind training for shame and self-attacking. In, P. Gilbert (ed). Compassion: Conceptualisations, Research and Use in Psychotherapy (263-325). London: Routledge.
- Gilbert, P & Leahy, R (in press). The Therapeutic Relationship in the Cognitive Behavioural Psychotherapies. London: Routledge.
- Gilbert, P. & Miles J.N.V. (2000). Sensitivity to put-down: Its relationship to perceptions of shame, social anxiety, depression, anger and self-other blame. Personality and Individual Differences, 29, 757-774.
- Allan, S. & Gilbert, P. (1995). A social comparison scale: Psychometric properties and relationship to psychopathology. Personality and Individual Differences, 19, 293-299.
- Allan, S & Gilbert, P. (1997). Submissive behaviour and psychopathology. British Journal of Clinical Psychology 36, 467-488.
- Allan, S., Gilbert, P. & Goss, K. (1994). An exploration of shame measures: II: Psychopathology. Personality and Individual Differences, 17, 719-722.
- Cheung, M.S.P., Gilbert P & Irons, C (2004). An exploration of shame, social rank and rumination in relation to depression. Personality and Individual Differences, 36, 1143-1153.
- Goss, K., Gilbert, P. & Allan, S. (1994). An exploration of shame measures: I: The ‘other as shamer’ scale. Personality and Individual Differences, 17, 713-717.